# Masuzo Madono
Masuzo Madono (japonsko 真殿 益蔵), japonski nogometaš.
Za japonsko reprezentanco je odigral dve uradni tekmi.